# WrestleMania XXVIII
A WrestleMania XXVIII foi a vigésima oitava edição do evento em formato pay-per-view WrestleMania, produzido pela promoção de luta livre profissional WWE. Ocorreu no dia 1 de abril de 2012 no Sun Life Stadium, em Miami Gardens, no Condado de Miami-Dade, Flórida. Foi a vigésima oitava edição anual e consecutiva do evento.
Nove lutas aconteceram no evento, sendo uma delas transmitida ao vivo e gratuitamente pelo website da WWE. Na principal luta da noite, Dwayne "The Rock" Johnson derrotou John Cena, em uma luta anunciada como "uma vez na vida". The Undertaker derrotou Triple H em uma luta Hell in a Cell com Shawn Michaels como árbitro, aumentando seu recorde de vitórias em WrestleManias para 20-0, em uma luta anunciada como "o fim de uma era". Em combates por títulos mundiais, Sheamus derrotou Daniel Bryan em 18 segundos para ganhar o World Heavyweight Championship, e CM Punk derrotou Chris Jericho para manter-se Campeão da WWE.
WrestleMania XXVIII bateu recordes de venda bruta e de pay-per-views, rendendo $1.3 milhões em compras, sendo o mais comprado evento de luta livre profissional da história, com vendas globais de $67 milhões. O evento também bateu o recorde de evento mais lucrativo na história da WWE, com $8.9 milhões.

## Produção

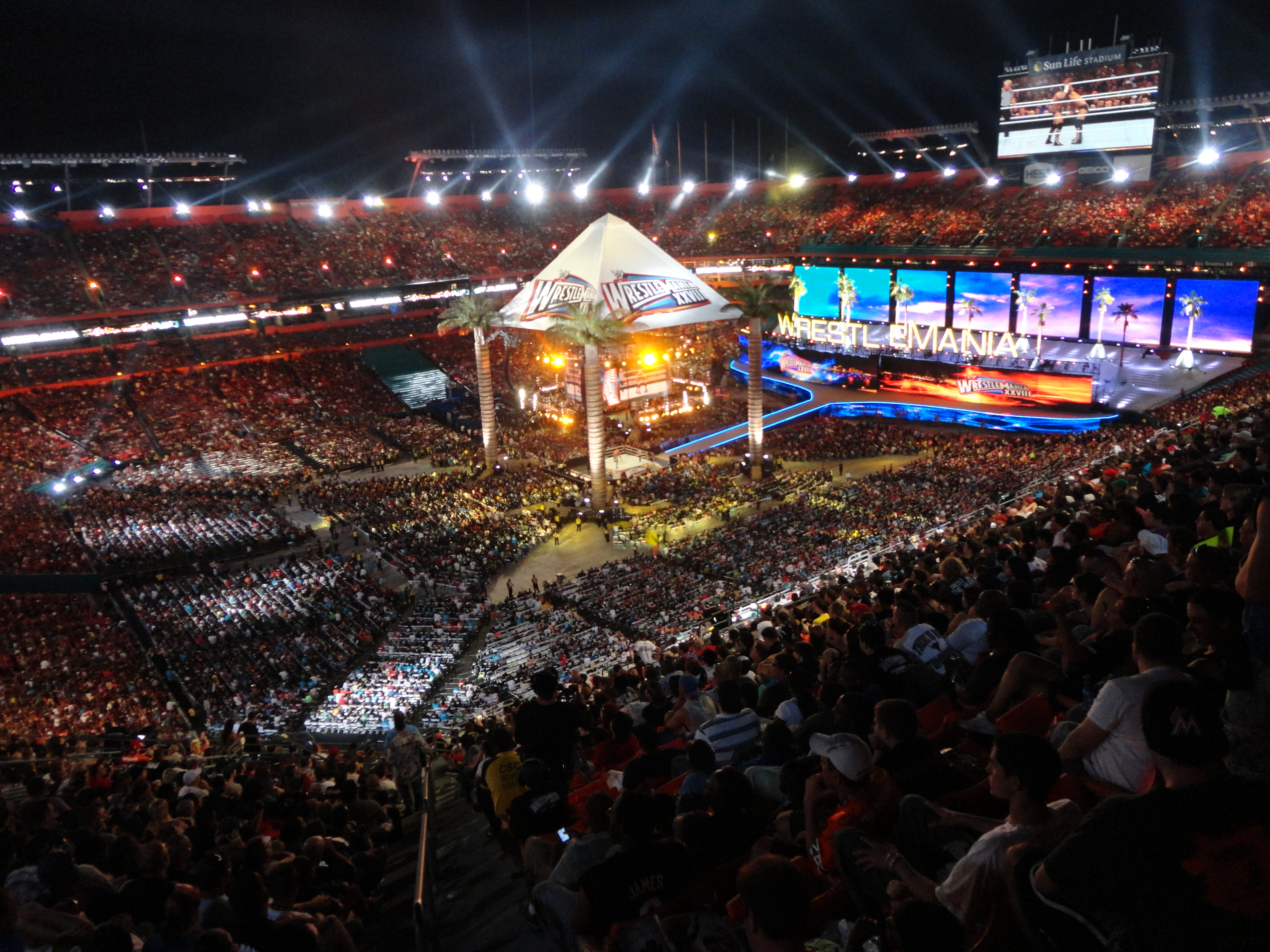
Um recorde de 78,363 fãs no Sun Life Stadium participaram da WrestleMania XXVIII

Em setembro de 2010, foi noticiado que a cidade de Miami era candidata a ser sede da edição da WrestleMania de 2012 e havia indicado o Sun Life Stadium como sede. Uma conferência de imprensa realizada em fevereiro de 2011, foi anunciado que Miami havia sido escolhida pela WWE. Essa foi a quarta edição do WrestleMania a ocorrer ao ar livre, sendo os outros WrestleMania XXVI, WrestleMania XXIV e o primeiro, WrestleMania IX.
Junto com a WrestleMania XXVII, uma série de eventos agrupados na "WrestleMania Week" aconteceram na semana que precedeu o evento, incluindo a convenção anual WrestleMania Axxess, a quinta anual exposição e leilão conhecido como WrestleMania Art, um torneio de golfe entre celebridades e a cerimônia anual do Hall da Fama da WWE, que ocorreu na American Airlines Arena, tendo Mil Máscaras como primeiro membro anunciado em 17 de outubro de 2011.
Em 19 de março, foi anunciado que os rappers Flo Rida e Machine Gun Kelly cantariam ao vivo, no WrestleMania. Enquanto, Flo Rida tocaria "Good Feeling" e "Wild Ones" na entrada de The Rock, MGK tocaria "Invincible" na entrada de John Cena.

## Antes do evento
WrestleMania XXVIII teve combates de luta livre profissional de diferentes lutadores com rivalidades e histórias pré-determinadas que se desenvolveram no Raw, SmackDown, NXT e WWE Superstars — programas de televisão da WWE — e em eventos em pay-per-view anteriores. Os lutadores interpretaram um vilão ou um mocinho seguindo uma série de eventos para gerar tensão, culminando em várias lutas.

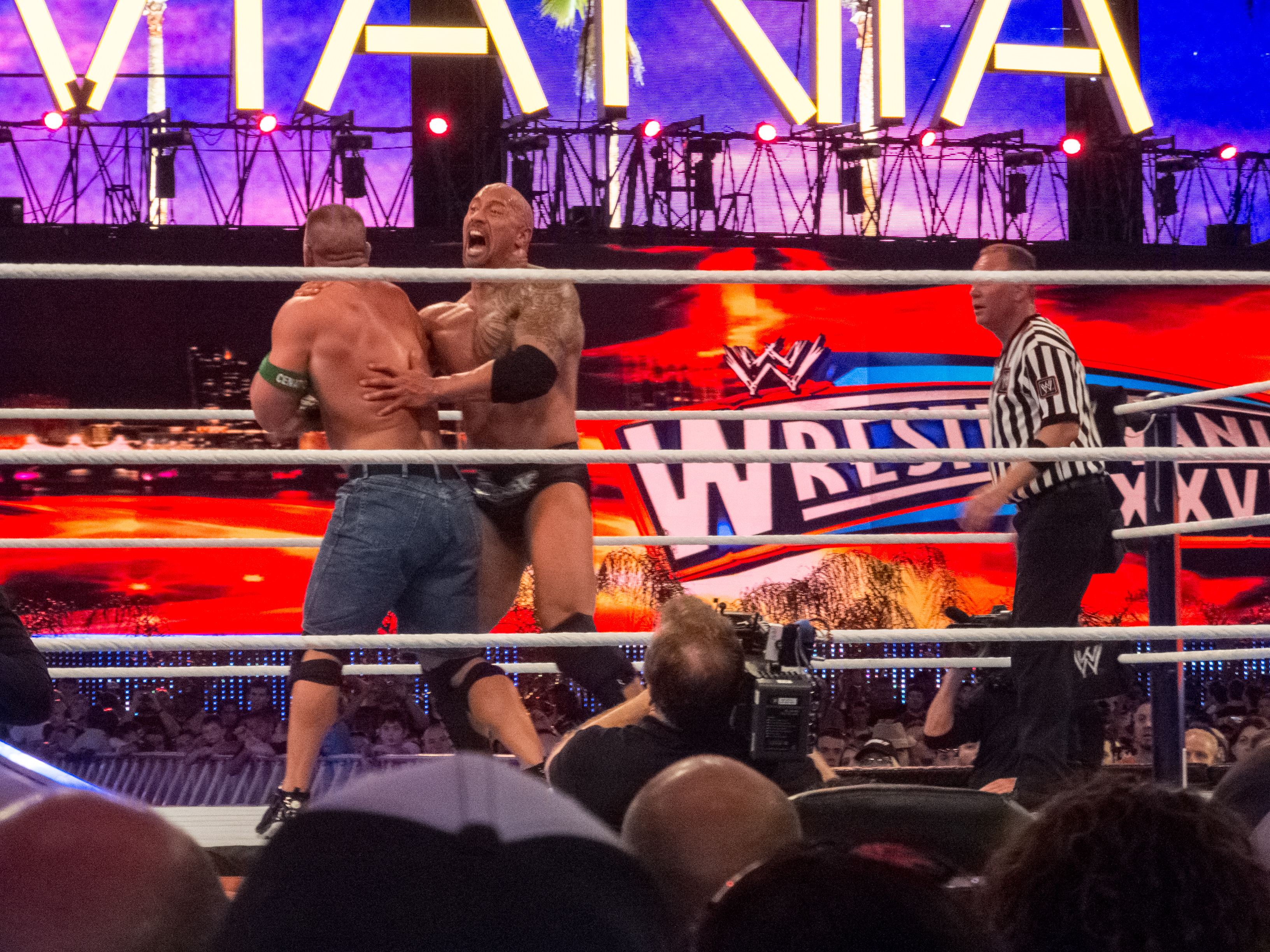
John Cena e The Rock se enfrentaram na WrestleMania.

Em 3 de abril de 2011, foi realizado o WrestleMania XXVII, cujo evento principal foi o combate entre John Cena e o então Campeão da WWE The Miz pelo título. Depois da luta acabar por dupla contagem, Miz reteve seu título. No entanto, o apresentador da WrestleMania, o ator e ex-lutador Dwayne "The Rock" Johnson exigiu que a luta recomeçasse sem contagens ou desqualificação. Logo após o reinício da luta, The Rock aplicou seu movimento de finalização Rock Bottom em Cena, dando início a uma rivalidade entre os dois e fazendo Cena perder a luta. No Raw do dia seguinte, Cena desafiou Rock para uma luta. Rock aceitou, mas disse que essa luta deveria acontecer no maior palco do mundo, o WrestleMania, então propôs uma luta para Cena na WrestleMania XXVIII. Cena aceitou apertando a mão de Rock, fazendo história por marcar uma luta no WrestleMania com um ano de antecedência. No Survivor Series, Cena e Rock derrotaram The Miz e R-Truth e, após a luta, Rock atacou Cena.
Daniel Bryan venceu a luta Money in the Bank do SmackDown no evento Money in the Bank em 17 de julho de 2011, o que, como todas as edições anteriores da luta, lhe davam o direito de um combate pelo título mundial do SmackDown, no caso, o World Heavyweight Championship. No SmackDown de 22 de julho, em entrevista à Michael Cole, Bryan anunciou que usaria seu contrato no WrestleMania. Bryan quebraria sua promessa no SmackDown de 25 de novembro, quando usou o contrato contra um nocauteado Mark Henry, ganhando o World Heavyweight Championship. O Gerente Geral do SmackDown Theodore Long, no entanto, reverteu o resultado imediatamente, afirmando que Henry não estava medicamente liberado para competir, devolvendo, assim, a maleta à Bryan. Bryan, no entanto, usou o contrato durante o TLC: Tables, Ladders & Chairs, derrotando Big Show pelo título. Já Sheamus venceu a luta Royal Rumble de 2012, eliminando por último Chris Jericho, ganhando, assim, uma luta pelo World Heavyweight Championship ou WWE Championship no WrestleMania. No Elimination Chamber, Bryan venceu uma luta Eimination Chamber para manter o título, sendo atacado após o combate por Sheamus. A luta entre os dois foi oficializada no website da WWE.

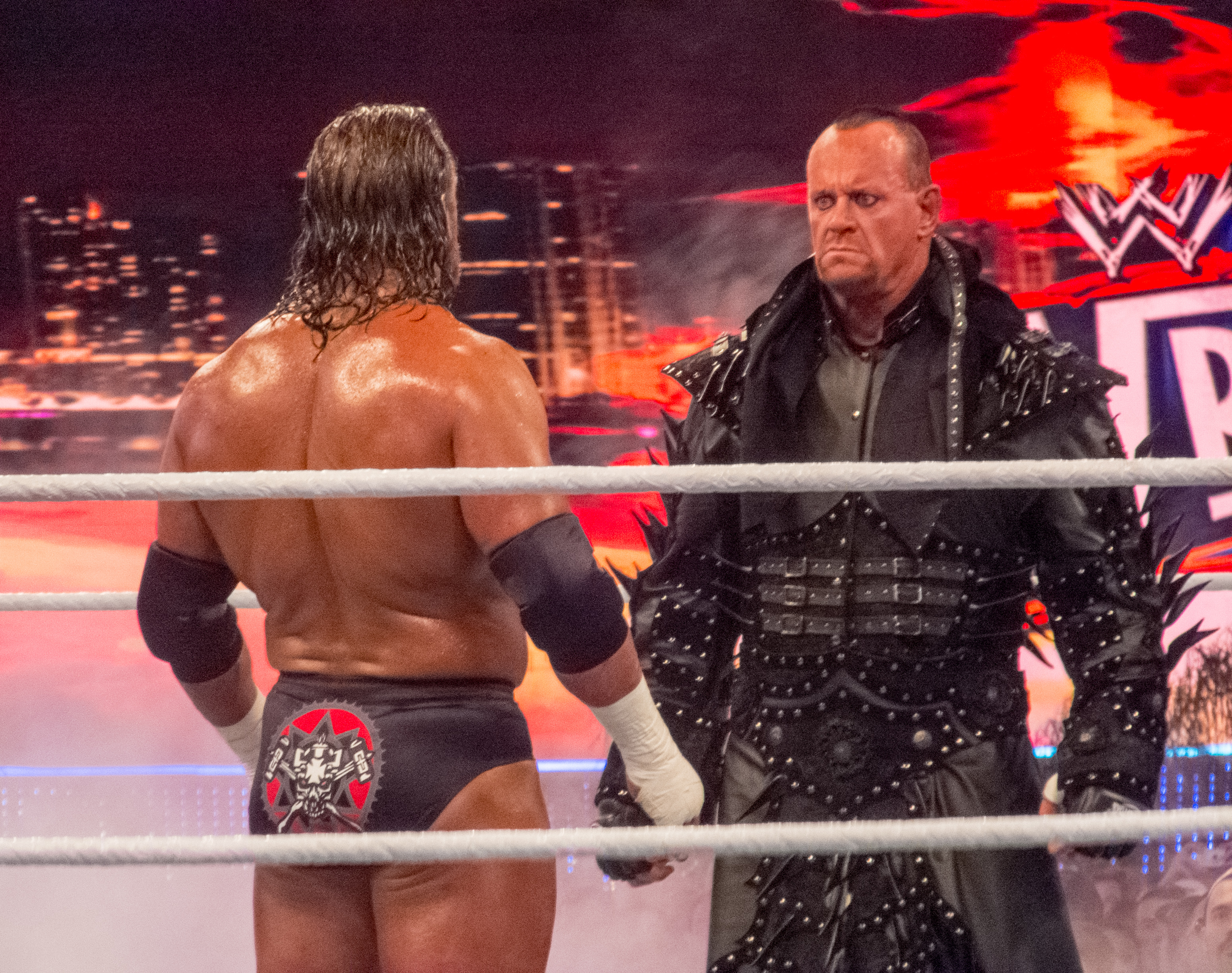
The Undertaker e Triple H na WrestleMania XXVIII.

The Undertaker retornou à WWE no Raw de 30 de janeiro, desafiando Triple H para uma revanche do WrestleMania XXVII. O diretor de operações recusou, mesmo sob a insistência de Shawn Michaels nas semanas seguintes. Em 20 de fevereiro, Triple H aceitou enfrentar Undertaker, com a estipulação que a luta seria uma Hell in a Cell. No Raw de 5 de março, Shawn Michaels anunciou que seria o árbitro da luta.
Após acusar CM Punk de ser um plagiador, Chris Jericho acabou nocauteado por Punk no Elimination Chamber. No Raw da noite seguinte, Jericho venceu uma battle royal, se tornando o desafiante pelo WWE Championship de Punk no WrestleMania.
Após ser eliminado por Cody Rhodes da battle royal vencida por Jericho, Big Show passou a ser ridicularizado por Rhodes, que nos meses seguintes passou a zombar das derrotas que Show sofreu em WrestleManias, como suas derrotas para Akebono e Floyd Mayweather, Jr.. No SmackDown de 2 de março, Theodore Long marcou para o WrestleMania uma luta entre Rhodes e Show, pelo Intercontinental Championship de Rhodes.
No Elimination Chamber, o Gerente Geral do Raw John Laurinaitis anunciou sua intenção de se tornar Gerente Geral também do SmackDown, então controlado por Theodore Long. Nas semanas seguintes, os dois se confrontaram diversas vezes, com, por uma semana, Laurinaitis assumindo o SmackDown e Long, o Raw. Em 12 de março, pelo website da WWE, foi anunciado que, no WrestleMania, dois times de seis lutadores se enfrentarão, cada um representando um dos Gerentes Gerais, com o vencedor se tornando comandante do Raw e do SmackDown. No Raw do mesmo dia, David Otunga foi anunciado como capitão do time de Laurinaitis, enquanto Santino Marella, o do time de Long. Mark Henry, então, foi anunciado oficialmente como membro do time de Laurinaitis. Em 15 de março, R-Truth foi adicionado ao time de Long. No SmackDown de 16 de março, Christian decidiu fazer parte do time de Laurinaitis, enquanto Kofi Kingston foi anunciado como membro do time de Long. Dolph Ziggler e Jack Swagger foram anunciados como membros do time de Laurinaitis no Raw de 19 de março. Após fazer uma campanha, Zack Ryder foi aceito no time de Long no SmackDown de 23 de março. Como condição imposta, The Great Khali também se tornou membro, e Hornswoggle, o mascote. No Raw de 26 de março, The Miz salvou Laurinaitis de um ataque de Marella, sendo nomeado último membro do Time Johnny. Na mesma noite, Christian foi atacado por CM Punk, sendo, mais tarde, medicamente retirado da luta. Por sua conta oficial no Twitter, Laurinaitis anunciou que Drew McIntyre substituiria Christian. Booker T se uniu ao time de Long após salvá-lo de um ataque de Henry.
Durante o programa NBC's Extra, Beth Phoenix e Eve interromperam uma entrevista que estava sendo realizada com Kelly Kelly, desafiando Kelly e a apresentadora do programa, Maria Menounos, para uma luta no WrestleMania, desafio aceito por Maria e Kelly.
No SmackDown de 2 de março, Kane atacou Randy Orton. Nas semanas seguintes, os dois lutadores interferiram em lutas uns dos outros. Em 16 de março, Kane afirmou que atacou Orton pois, meses antes, havia apertado a mão de Orton após um combate, enojando-se por seu ato. Ele desafiou, então, Orton para uma luta no WrestleMania.

## Evento

### Pré-show
| Papel:        | Nome:                           |
| ------------- | ------------------------------- |
| Comentaristas | Michael Cole                    |
| Comentaristas | Jerry Lawler                    |
| Comentaristas | Jim Ross (Hell in a Cell)       |
| Comentaristas | Josh Mathews (Pré-show)         |
| Comentaristas | Matt Striker (Pré-show)         |
| Comentaristas | Carlos Cabrera (Espanhol)       |
| Comentaristas | Marcelo Rodríguez (Espanhol)    |
| Repórteres    | Matt Striker                    |
| Repórteres    | Josh Mathews                    |
| Locutores     | Justin Roberts (Raw)            |
| Locutores     | Tony Chimel (Pré-show)          |
| Locutores     | Howard Finkel (Hall da Fama)    |
| Árbitros      | Jack Doan                       |
| Árbitros      | Chad Patton                     |
| Árbitros      | Charles Robinson                |
| Árbitros      | Rod Zapata                      |
| Árbitros      | Justin King                     |
| Árbitros      | John Cone                       |
| Árbitros      | Scott Armstrong                 |
| Árbitros      | Mike Chioda                     |
| Árbitros      | Shawn Michaels (Hell in a Cell) |

Antes do evento oficialmente começar, uma luta foi exibida exclusivamente por streaming no website oficial da WWE, WWE.com, no YouTube e no Facebook. Nela, Primo e Epico, acompanhados por Rosa Mendes, defenderam o WWE Tag Team Championship contra as duplas de Tyson Kidd e Justin Gabriel e The Usos (Jimmy e Jey Uso). A luta acabou quando Epico aplicou um backstabber em Jey Uso, mantendo o título.
Antes do início do evento, Lilian Garcia cantou “America the Beautiful”.

### Lutas preliminares

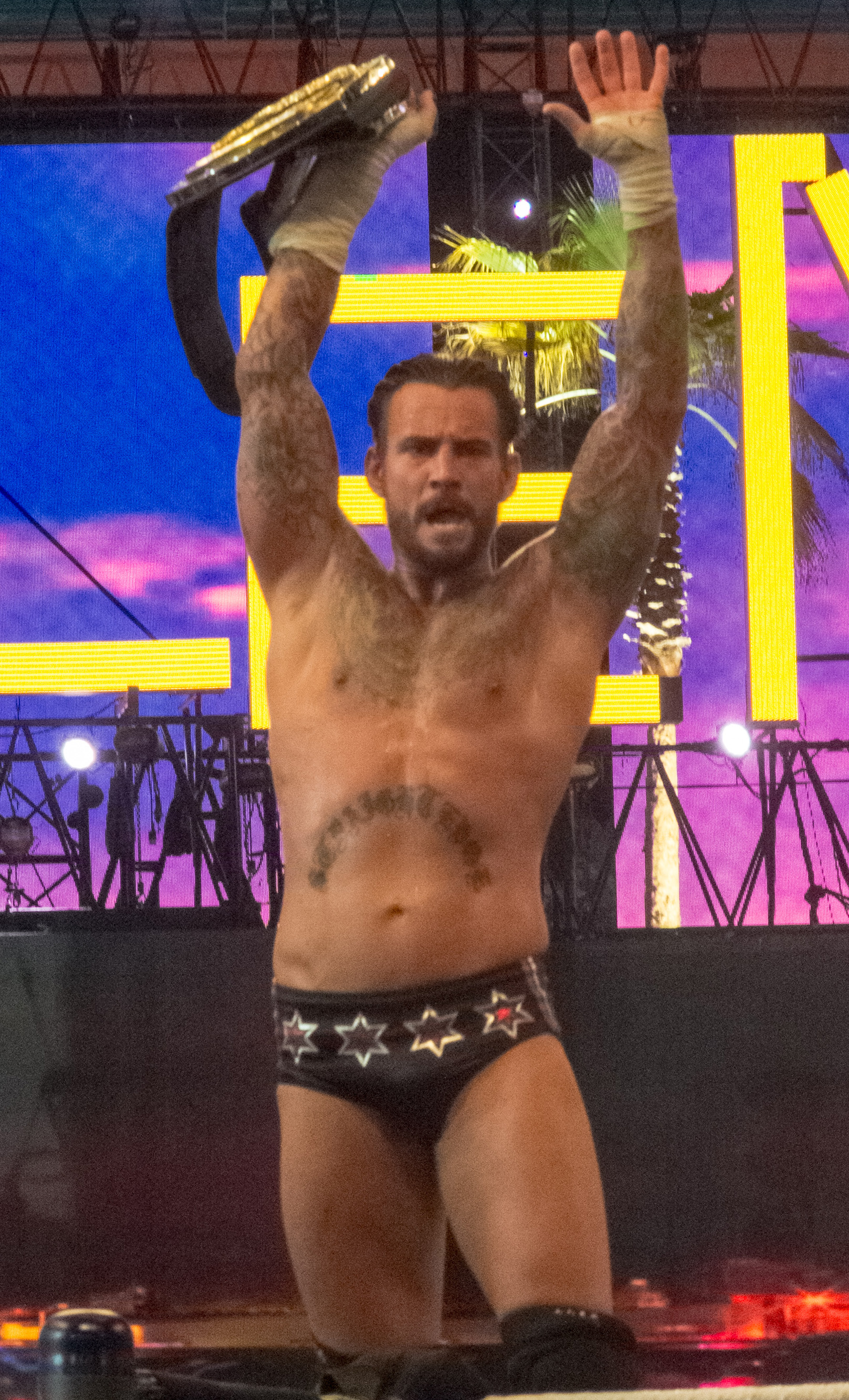
CM Punk venceu Chris Jericho na WrestleMania XXVIII.

O combate de abertura do evento foi a defesa do World Heavyweight Championship de Daniel Bryan, acompanhado ao ringue por AJ, contra Sheamus. A luta acabou em poucos segundos, após Bryan se distrair com AJ e sofrer um Brogue Kick de seu oponente.
A segunda luta foi entre Randy Orton e Kane. Em dado momento, Kane escapou de um Punt Kick e aplicou um Chokeslam, mas não conseguiu o pinfall. A luta acabou quando Kane aplicou um Chokeslam da corda mais alta em Orton, ganhando.
O próximo confronto foi entre Cody Rhodes e Big Show, com Rhodes defendendo o Intercontinental Championship. Cody aplicou diversos tipos de movimentos de submissão nas pernas de Show. A luta acabou quando Show nocauteou Rhodes com um soco no rosto, vencendo o combate.
A quarta luta da noite foi entre as duplas de Beth Phoenix e Eve contra Kelly Kelly e a apresentadora Maria Menounos, que venceu com um schoolboy pin em Phoenix.

### Lutas principais

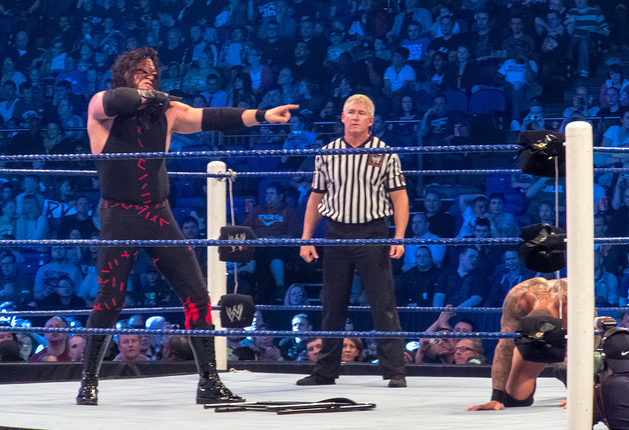
Kane se preparando para usar o Tombstone em Randy Orton

A luta Hell in a Cell entre The Undertaker e Triple H com Shawn Michaels como árbitro foi sensacional. Logo no começo, os dois lutaram do lado de fora da cela, usando a jaula, cadeiras e os degraus de ferro como arma. Recusando-se a desistir, Undertaker foi atacado por uma marretada de Triple H. Michaels impediu Triple H de usar a marreta novamente, sendo preso em um Hell's Gate por Undertaker. Triple H salvou Michaels usando a marreta. Com Michaels nocauteado, Undertaker aplicou o Hell's Gate em Triple H, que também desmaiou. O árbitro Charles Robinson passou a oficiar a luta, mas foi logo nocauteado por Undertaker após não contar um Chokeslam em Triple H. Michaels aplicou um Sweet Chin Music em Undertaker, seguido por um Pedigree de Triple H, mas Undertaker incrivelmente conseguiu continuar na luta. Em certo momento, Undertaker aplicou um Tombstone Piledriver em Triple H, mas não conseguiu encerrar a luta. O combate acabou após um segundo Tombstone Piledriver de Undertaker, que aumentou seu recorde para 20-0. Após a luta, Undertaker e Michaels ajudaram Triple H a deixar a arena.
No combate seguinte, os times de John Laurinaitis (The Miz, Mark Henry, Jack Swagger, Drew McIntyre, Dolph Ziggler e o capitão David Otunga), acompanhados por Laurinaitis, Vickie Guerrero e Brie Bella, e Theodore Long (Kofi Kingston, R-Truth, Booker T, Zack Ryder, The Great Khali e o capitão Santino Marella), acompanhados por Hornswoggle, Eve, Aksana, Nikkie Bella e Long, se enfrentaram. A luta acabou quando Miz aplicou um Skull-Crushing Finale em Ryder após distração de Eve.
Nos bastidores, Laurinaitis avisou a CM Punk que, se ele fosse desqualificado em sua próxima luta, perderia o WWE Championship para Chris Jericho. Durante a luta, Jericho aplicou um suplex em Punk do ringue para o chão. Mais tarde, Jericho aplicou um Codebreaker em Punk, mas este deixou o ringue. Punk venceu após Jericho desistir da luta ao ter em si aplicado um Anaconda Vice.

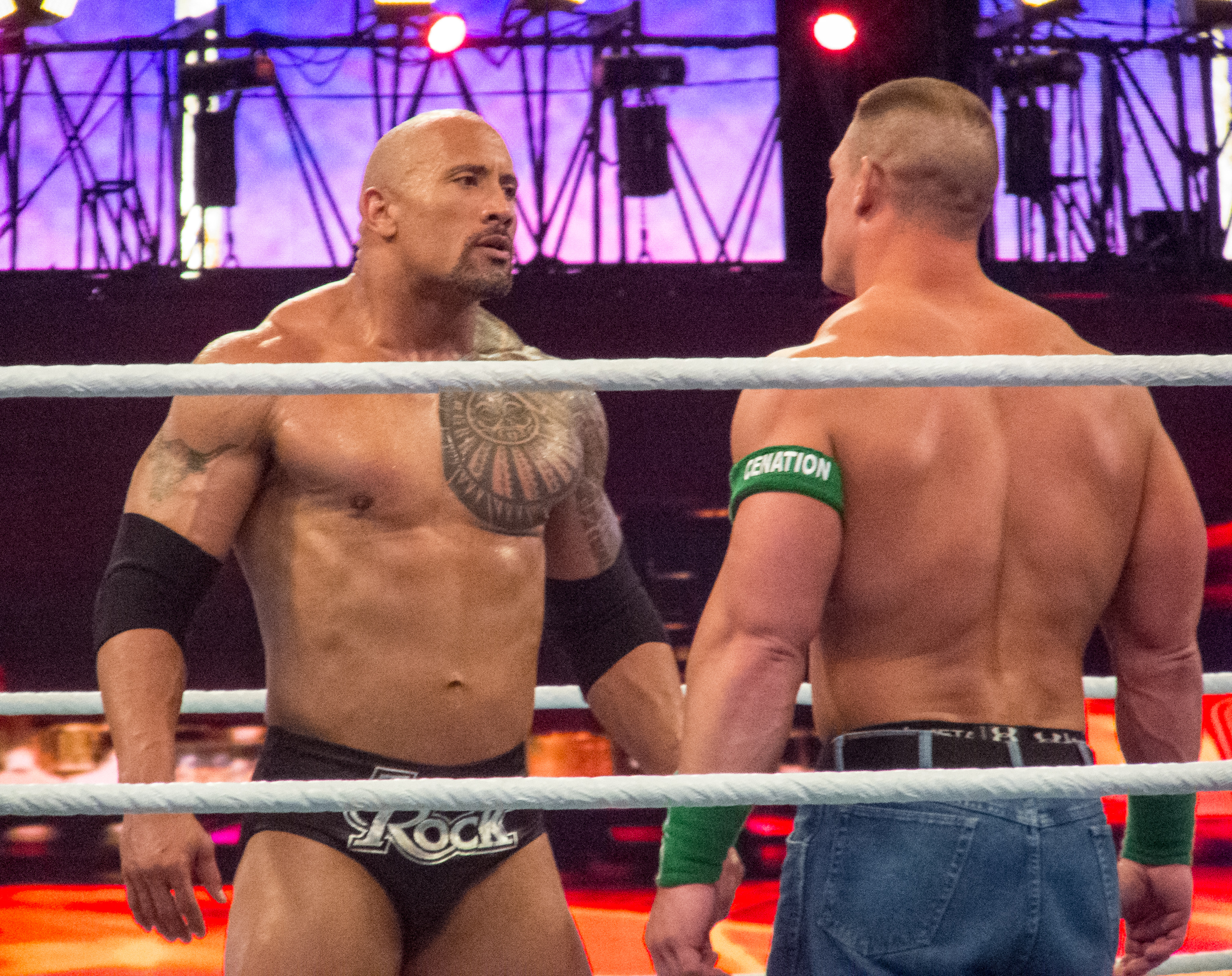
The Rock vs. John Cena

A luta final da noite foi entre The Rock e John Cena. Diddy introduziu MGK, que cantou “Invincible” antes entrada de Cena. Flo Rida cantou “Wild Ones” e “Good Feeling” antes da entrada de Rock. Ao redor do ringue, Cena usou a mesa dos comentaristas contra Rock. Os dois aplicaram seus movimentos de finalização característicos – Rock Bottom e Attitude Adjustment - , mas não conseguiram encerrar o combate. Eles também aplicaram seus movimentos de submissão característicos – STF e Sharpshooter, também sem sucesso. Rock derrotou Cena após aplicar-lhe um Rock Bottom, depois de Cena tentar emular um movimento característico de Rock, o People's Elbow.

## Após o evento
Sheamus manteria o World Heavyweight Championship contra Daniel Bryan, o derrotando em uma luta de duas quedas no Extreme Rules. Do mesmo modo, Punk manteve o WWE Championship contra Chris Jericho no Extreme Rules, o derrotando em uma Chicago Street Fight.
No Raw da noite seguinte, The Rock anunciou seu desejo de ser novamente campeão pela WWE. Na mesma noite, John Cena desafiou Rock, mas acabou sendo atacado por Brock Lesnar, quem derrotou no Extreme Rules.

## Recepção
O evento recebeu críticas mistas. O tabloide inglês The Sun mencionou que a primeira hora do evento foi terrível, mas a luta entre Punk e Jericho, a Hell in a Cell - a qual chamou "melhor da noite" - e a entre Rock e Cena - dizendo que a decisão de fazer Rock vencer foi "interessante" - salvaram a noite. As lutas pelo Intercontinental Championship e entre Kane e Orton foram chamadas "medíocres". Ao fim, o tabloide deu ao evento nota 8,5. O website canadense Canadian Online Explorer deu ao evento nota 6,5, com a pior luta da noite sendo a pelo World Heavyweight Championship e as melhores, a pelo WWE Championship e a Hell in a Cell. A luta entre Triple H e Undertaker ganhou o Slammy Award por Luta do Ano, em dezembro.

## Resultados
| Nº                                          | Resultados | Estipulações                                                                                        | Tempo |
| ------------------------------------------- | --- | --------------------------------------------------------------------------------------------------- | ----- |
| Pré- show                                   | Primo e Epico (c) (com Rosa Mendes) derrotaram Tyson Kidd e Justin Gabriel e The Usos (Jimmy e Jey) | Luta de três duplas pelo WWE Tag Team Championship                                                  | 5:11  |
| 1                                           | Sheamus derrotou Daniel Bryan (c) (com AJ) | Luta individual pelo World Heavyweight Championship                                                 | 0:18  |
| 2                                           | Kane derrotou Randy Orton | Luta individual                                                                                     | 13:56 |
| 3                                           | Big Show derrotou Cody Rhodes (c) | Luta individual pelo Intercontinental Championship                                                  | 5:18  |
| 4                                           | Kelly Kelly e Maria Menounos derrotaram Beth Phoenix e Eve | Luta de duplas                                                                                      | 6:49  |
| 5                                           | The Undertaker derrotou Triple H | Luta Hell in a Cell com Shawn Michaels como árbitro                                                 | 30:50 |
| 6                                           | Time Johnny (David Otunga, Mark Henry, Dolph Ziggler, Jack Swagger, The Miz e Drew McIntyre) (com John Laurinaitis, Vickie Guerrero e Brie Bella) derrotou Time Teddy (Santino Marella, R-Truth, Kofi Kingston, Zack Ryder, The Great Khali e Booker T) (com Theodore Long, Hornswoggle, Nikki Bella, Eve e Aksana) | Luta de sextetos; o representado pelo time vencedor se tornaria Gerente Geral do Raw e do SmackDown | 10:38 |
| 7                                           | CM Punk (c) derrotou Chris Jericho por submissão | Luta individual pelo WWE Championship; se Punk fosse desqualificado, perderia o título              | 22:21 |
| 8                                           | The Rock derrotou John Cena | Luta individual                                                                                     | 30:34 |
| (c) – Refere-se aos campeões antes da luta. | | |       |